# トラテープ

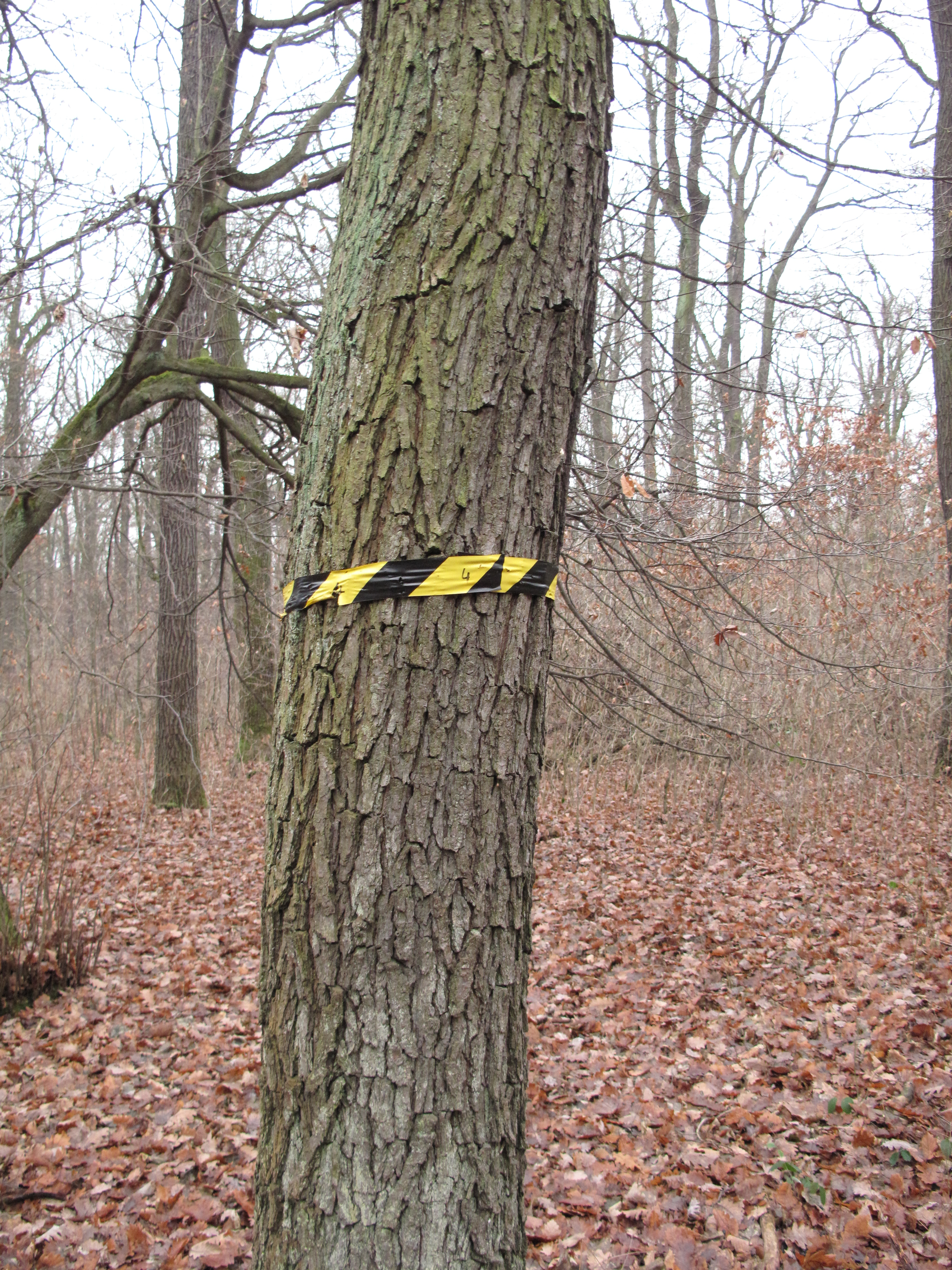

トラテープとは、危険箇所などの理由で立入りするべきではない場所へ誤って人が侵入しないように注意喚起を促すための黄色と黒による斜めのストライプ模様をつけた帯状のテープやシール状のものを指す通称である。
正式の名称は特になく、警戒用テープやポリスラインとも呼ばれている。
目的は人の立ち入りを制限したり周囲の人に注意喚起をするため、床や壁などに貼り付けたり空中に渡したりして目立たせるために使用される。そのほか、動力機械の周囲可動部の範囲を示したり工事用車両の前面や側面に表示したりされるほか、高電圧を扱う施設や区画に使用されることが多い。また、事件・事故現場において警察などによる捜査が行われている場所においては、一般の人の立入りを規制する目的で使用されるが、この用途で使用される場合には規制線などとも呼ばれる。

## 規定
日本標識工業会のサイトによれば、JIS Z 9101では黄色と黒の幅について具体的な数字の定めはないものの黄色と黒の幅は同じとされ、それぞれの斜線の角度は45°と定められている。

## 用語の由来
トラと呼ばれる由来は、本来警告色として使われることの多かった黄色と黒色の組み合わせを動物のトラになぞらえたことから来ている。このためトラテープのことを単に「トラ」と呼ぶこともある。

## 外部サイト
- 日本標識工業会